# Lupi (Camarines Sur)
Lupi ist eine philippinische Stadtgemeinde in der Provinz Camarines Sur. Sie hat 32.167 Einwohner (Zensus 1. August 2015). Die Gemeinde liegt an der Küste des Golfes von Ragay. Teile des Bicol Natural Parks liegen auf dem Gemeindegebiet.

## Baranggays
Lupi ist politisch in 38 Baranggays unterteilt.
| - Alleomar - Bagangan Sr. - Bagong Sikat - Bel-Cruz - Bangon - Barrera Jr. - Barrera Sr. - Belwang - Buenasuerte - Bulawan Jr. - Bulawan Sr. - Cabutagan - Kaibigan | - Casay - Colacling (Del Rosario) - Cristo Rey - Del Carmen - Haguimit - Haluban (Pigbasagan) - La Purisima - Lourdes - Mangcawayan - Napolidan - Poblacion - Polantuna - Sagrada | - Salvacion - San Isidro - San Jose - San Pedro - San Rafael Norte - San Rafael Sur - San Ramon - San Vicente - Sooc - Tanawan - Tible - Tapi (Lupi Nuevo) |